# クアンチャック県
クアンチャック県（クアンチャックけん、ベトナム語：Huyện Quảng Trạch / 縣廣澤? ）は、ベトナム社会主義共和国クアンビン省の県。面積は448km²、人口は106,947人（2017年）である。

## 行政区画
18社を管轄する。